# Готская епархия

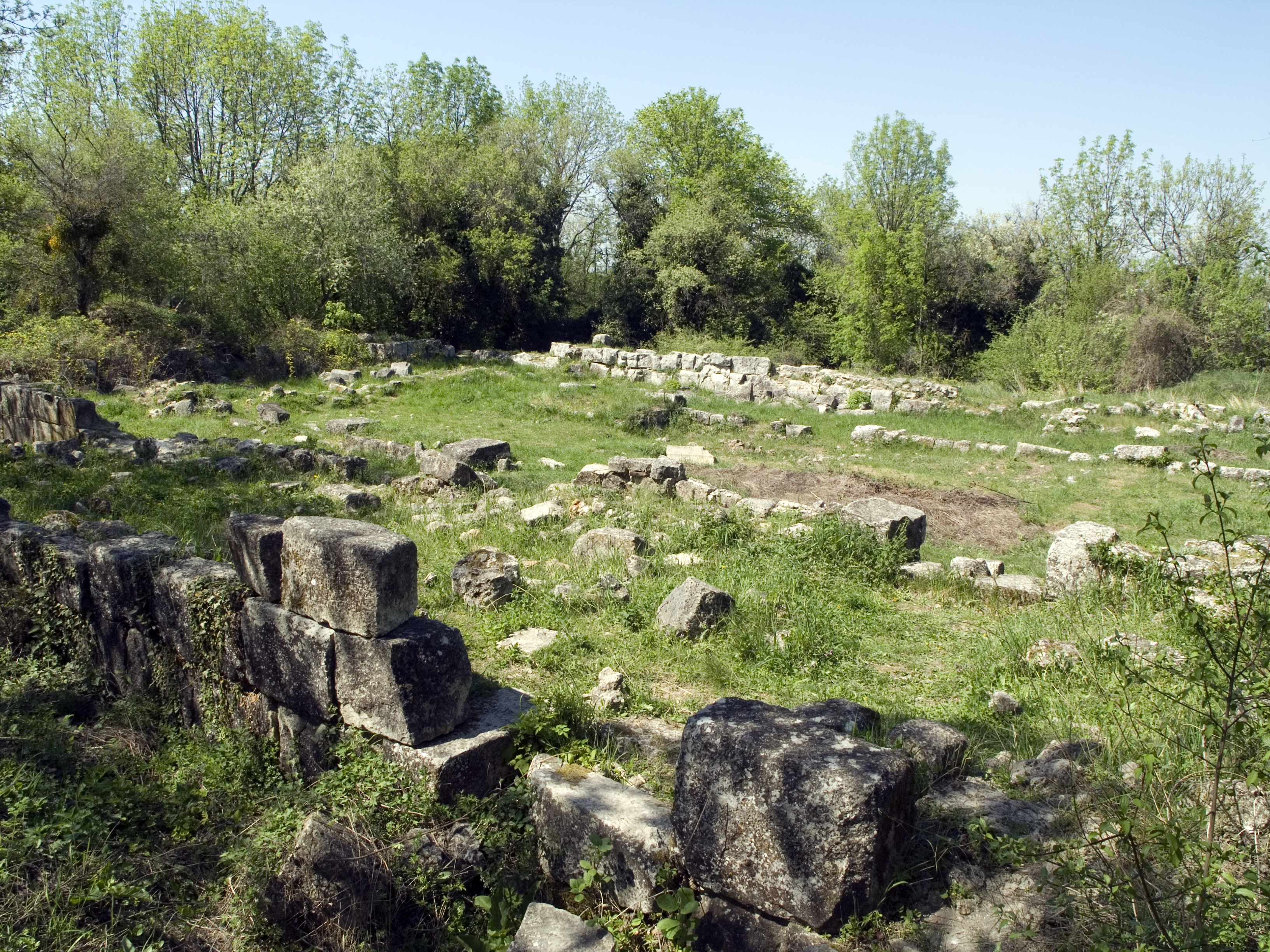
Мангуп. Руины Большой базилики.

Го́тская епа́рхия — древняя православная епархия Константинопольского патриархата в Крыму с центром в городе Феодоро (до XI века — Дорос). Существовала с середины VIII века, была ликвидирована в 80-х годах XVIII века в результате переселения христиан из Крыма в Северное Приазовье по решению правительства Екатерины II, принятого в 1778 году. Своё название епархия получила по имени готов — народа, вторгшегося во второй половине III века в Крым и впоследствии принявшего христианство.
Готские племена, проникшие во второй половине III века на Крымский полуостров, совершали частые набеги на причерноморские города Римской империи, добираясь до внутренних областей империи и захватывая пленных. Созомен сообщает, что многие священники, уводимые в плен, жили меж варваров и являя чудеса именем Христовым, давая пример богоугодной жизни, привлекали варваров к принятию христианства: «Почти все варвары приняли христианство во время войн римлян с иноплеменниками в царствование Галена и его преемников». Василий Великий, епископ Кесарии в Каппадокии, в письме епископу Фессалоник Асхолию в 373 году сообщает о неком Евтихе, распространявшем христианство среди крымских готов.
В VI веке, при императоре Юстиниане Великом, в Доросе была построена однонефная базилика, ставшая впоследствии кафедральным храмом. В позднее время базилика была расширена до трёхнефной.

## Ранний период
Известно, что Иоанн Златоуст в своё патриаршество (398—404 гг.) рукоположил для крымских готов епископа Унилу. Однако вряд ли это имеет отношение к Готской епархии с центром в Доросе — Феодоро — Мангупе. В 404 году Унила скончался, и правитель готов уже у преемника святого Иоанна Златоуста, по интригам императрицы Евдоксии сосланного в Колхиду, просит поставить епископа. Опасаясь, что епископскую кафедру займёт человек недостойный, святитель пишет своим сторонникам о необходимости задержать посольство, ссылаясь на тяжёлые условия зимнего путешествия в Боспор. Иными словами, Унила был епископом Боспора, который был в это время под властью готов.
Ещё в конце VII века епископ Херсона подписывает постановления Трулльского собора (692 год) как епископ Херсона Дорантского (επίσκοπος Χερσώος τής Δόραντος), что позволяет предположить, что готы города Дори, столицы Готии, в это время окормлялись Херсонским епископом. Современные исследователи выдвигают различные даты образования Готской епархии — между 692 и 754 годом, в конце VIII — начале IX века или в конце IX — начале X века, после подавления восстания Иоанна Готского в 787 году.
Первое упоминание епископа Готского относится к 754 году. Это неизвестный по имени епископ Готский, подписавший орос иконоборческого собора. Житие Иоанна Готского сообщает, что епископ-иконоборец волей императора был возведён на кафедру митрополии Гераклеи Фракийской, а на его место жителями Готии был избран сторонник иконопочитания Иоанн. Не имея возможности поставления в Константинополе, Иоанн отправляется в Мцхету, к грузинскому католикосу на поставление.
Представитель Готского епископа инок Кирилл участвует в VII Вселенском Соборе и подписывает его орос (787 год). Однако он подписался, как представитель готского епископа Никиты (1-е и 3-е заседания) и в одном случае (4-е заседание) епископом Готским назван Иоанн (μοναχός καί έκ προσώπου Ίωάννον έπισκόπου Γότθων).
Ещё больше запутывает вопрос так называемая «нотиция Де Боора». (у Ж. Даррузиса Notitia № 3), в которой на 37-м месте среди митрополий значится Готская (Доросская). Де Боор относит эту нотицию к концу VIII — началу IX века. Обширная митрополия включает в себя 7 епископий и располагается на огромной территории вплоть до Итиля (на р. Волге). Все перечисленные епархии находятся в землях Хазарского каганата. Однако в следующих нотициях вплоть до X века Готская епархия не упоминается. По мнению В. А. Мошина Готская митрополия была создана в миссионерских целях, но проект успеха не имел, и она была упразднена. Вновь в списках она появляется только в начале X века как автокефальная архиепископия и значится на 44-м месте после архиепископии Боспора.

## Готская митрополия
В конце XIII века при императоре Андронике II Готская архиепископия, наряду с другими автокефальными архиепископиями, была возведена в ранг митрополии. На Константинопольском соборе 1292 года Готский владыка Софроний присутствовал уже в сане митрополита
В 1317 году патриарх Иоанн XIII Глика вмешался в тяжбу за приходы Готской и Сугдейской епархий. В конце XIV века известен спор о принадлежности приходов между Херсонской, с одной стороны, и Готской и Сугдейской, с другой. Херсонский митрополит заявил свои права на ряд приходов, которые он назвал своими исконными территориями. К спорным территориям принадлежала и родина Иоанна Готского Партенит. В тяжбе за приходы при двух Константинопольских патриархах Макарии и Ниле сказалась, возможно, политическая составляющая. Патриарх Макарий деятельно поддержал притязания херсонского владыки, а поставленный после его свержения патриарх Нил склонился в сторону его противников, впрочем, призывая к милости в отношении обнищавшей Херсонской кафедры. Готский митрополит Феодосий проявил взысканную патриархом милость и уступил Херсонскому владыке в споре. Той же грамотой под управление митрополита Антония передавалась и ставропигия патриарха Константинопольского Ялита с сохранением на неё патриарших прав. То есть митрополит Готский стал и экзархом Ялиты. Митрополит Феодосий скончался в марте 1386 года. Следующим Готским владыкой стал Антоний.
К 1427 году спорные приходы оказались вновь под омофором Готского митрополита. В середине XV века была упразднена и ослабевшая вместе со своим епархиальным центром Херсонская епархия, приходы которой оказались в составе соседних Готской и Сугдейской епархий. Вскоре была присоединена и Сугдейская епархия.

## Под турецким владычеством
В 1475 году Мангуп, после продолжительной осады, пал от войск утвердившихся в Малой Азии турок-османов. Падение последнего оплота некогда процветавшего княжества Феодоро сопровождалось уничтожением христианского населения, в первую очередь, местной знати.
Известно, что турецкое правительство в целом вполне терпимо относилось к иноверным, и они, соблюдая определённые ограничения, могли продолжать совершать богослужение. Иерархия же, в нашем случае православная, встраивалась в общую систему управления империи. Константинопольский патриарх по существу стал этнархом для всех христиан.
Упоминания о Готских иерархах возобновляются в последней четверти XVI века. Некий почтенный иерарх упоминается у посла Стефана Батория Броневского. В 1587 году архиереем Готским был Констанций, при котором была заложена церковь в селе Бия-Сала. В это время, очевидно, другие крымские епархии уже не существуют, а их приходы подчинены митрополиту Готскому.
В 1635 году митрополит Серафим сообщал царю Михаилу о разорении татарами Георгиевского монастыря.
Начиная с 1639 года благодаря документу на Крымско-татарском языке «Известие о пришедших в Крым митрополитах», опубликованном Ф. А. Хартахаем, мы знаем имена и время правления готских митрополитов. Это:
- Анфим — в 1639 г.;
- Давид — с 21 октября 1652 г.;
- Мефодий — с 15 ноября 1673 г.;
- Неофит — с 13 мая 1680 г.;
- Макарий — с 21 июня 1707 г.;
- Парфений — с 23 декабря 1710 г.;
- Гедеон — с 25 ноября 1725 г.

## Митрополия Готии и Кафы
В 1678 году последняя епархия Крыма, митрополия Кафы, была присоединена к Готской митрополии. Новая митрополия получила название Готской и Кафской (или Готская и Кефайская).
Известно имя митрополита Готии и Кафы Парфения, упоминаемого в 1721 году. После него кафедру занимал митрополит Гедеон, резиденция которого располагалась в Успенском скиту близ селения Мариамполь под Бахчисараем.
Около 1750 года Гребенские казаки, жившие на территории, контролируемой крымским ханом, просили турецкого султана поставить им своего епископа. По настоянию султана митрополит Гедеон епископом Кубанским и Терским поставил монаха Феодосия. Таким образом, появилась новая епархия. Однако в 1755 году Феодосий вместе с казаками-некрасовцами перебрался в Добруджу, и, по-видимому, Кубанская и Терская епархия прекратила своё существование.
Фирман султана Мустафы 1759 года содержит перечень городов, находящихся под омофором Готского митрополита. Названы Мангуп, Кафа, Балаклава, Судак и Азов. Фирман давал митрополии достаточные льготы и гарантии, однако жизнь отличалась от написанного на бумаге: турецкие чиновники традиционно злоупотребляли своей властью, а притеснения христианской «райи» вошло в обычай со времени покорения империи османами.
Однако главной причиной падения жизни среди крымских христиан были не гонения, волну которых они стойко пережили в первые годы завоевания, а общий с пришлым татарским населением быт. Утратив господствующее положение на полуострове, крымские христиане постепенно утрачивали свою культуру, язык, смешиваясь с мусульманским населением. Как пишет архимандрит Арсений, в конце XVIII века митрополит Игнатий вынужден был произносить проповеди на татарском. Кроме того, многие христиане, соблазнившись лучшим положением мусульман в мусульманской стране, принимали ислам. К этому стоит добавить полное отсутствие какой-либо системы образования. Начиная с XVII века, все митрополиты были присылаемы из империи, среди местных же не находилось достаточно образованных для выполнения этой роли. «Тягостные подати и налоги, беззащитность перед своеволием, нападениями и грабежами со стороны господствующего народонаселения почти уравнивали положение христиан с положением скотов. О защите со стороны своего церковного правительства не могло быть и речи: оно само было беззащитно».
Митрополит Гедеон скончался в 1769 году. В апреле 1771 года на его место с архипелага прибыл митрополит Игнатий. На этот момент ему уже было более 60 лет. Его прибытие в митрополию совпало с разгаром очередной русско-турецкой войны. Османские власти, подозревая в христианах сторонников своего врага, усилили преследования их. Дошло до того, что митрополит вынужден был прятаться от своих преследователей.

## Переселение в Приазовье
Конец существованию Готской епархии положило переселение христиан из Крыма в Северное Приазовье во главе с митрополитом Игнатием. Инициатором переселения было русское правительство. 16 июня 1778 года на имя императрицы Екатерины II было подано прошение крымских христиан с просьбой о переселении на территорию Российской империи. Причиной, названной в документе, было постоянные притеснения христианского населения со стороны мусульман. 21 мая 1779 года на имя митрополита Игнатия была отправлена высочайшая грамота с пожалованием земель в Северном Приазовье. Игнатий принимался в прежнем сане, как митрополит Готии и Кафы (или, как в документе, Готфейский и Кефайский) с подчинением непосредственно Синоду.
Как пишет греческий историк XIX века Феоктист Хартахай, некоторые татары, прознав о льготах, дарованных высочайшей волей переселенцам, принимали христианство и отправлялись на новое место жительства.
Переселение состоялось в конце 1779 года. Всего покинуло Крым более 31 тыс. человек христианского населения, среди которых были и христиане армяне вместе с архимандритом Петром Маргосом, и католики с пастором Якобом. Прибытие крымских христиан в Приазовье положило начало городу, названного аналогично последнему епархиальному центру митрополии — Мариамполь или же Мариуполь. Земли, выделенные армянским переселенцам, располагались восточнее, в Таганрогском градоначальничестве и в районе современного города Ростов-на-Дону.
Значительная часть крымских христиан остались на родине. Однако многие православные приходы оказались заброшенными. Хан Шагин-Гирей, положение которого среди его подданных после переселения христиан пошатнулось, фактически принудил греческого священника Константиноса Спиранди, оказавшегося в Крыму в 1781 году, возобновить богослужение в Успенском скиту близ Бахчисарая. О. Константинос восстановил богослужение в Мангуше в церкви св. Феодора и в храме Богоматери в Бахчисарае.
Митрополит Игнатий умер 16 февраля 1786 года. После смерти последнего Готского митрополита его паства была присоединена к Славянской епархии.